# Костюк, Владимир Николаевич
Влади́мир Никола́евич Костю́к (28 мая 1972) — советский и туркменский футболист, полузащитник.

## Биография
Начал играть в 1979 году в ДЮСШ г. Ашхабада. Первый тренер — Виктор Владимирович Каширов.
Затем играл в СДЮШОР г. Ашхабада (1981—1989). С 1989 — в «Копетдаге». Выступал за юношеские сборные Туркменистана.
С 1992 — в России, играл за «Динамо» (Москва), «Эрзу», «Анжи». В 1992-93 провел несколько игр за сборную Туркменистана.
В 1999 вернулся в Туркменистан, играл за ашхабадскую «Нису».

## Достижения
- Чемпион Туркменистана: 1998/99
- Бронзовый призёр чемпионата России: 1993, 1994